# Funhouse (musikalbum)
Funhouse är det femte studioalbumet av popsångerskan Pink, som släpptes i oktober, 2008.
Den första singeln, "So What", är producerad av Max Martin, (som producerat några av Pinks tidigare hits, som "Who Knew" och "U + Ur Hand"), släpptes som singel den 18 augusti, 2008, i USA. Singeln har redan blivit en av de största hitsen i hennes karriär, och hennes första solo-etta i USA och Kanada, och hennes tredje etta på Nya Zeeland. Den har också nått nummer ett i Australien, och topp tre i Sverige.

## Samarbeten
Det är bekräftat att Butch Walker, Max Martin, Billy Mann, MachoPsycho Eg White, Tony Kanal från No Doubt, Micky Drew, och Danja kommer hjälpa till med albumet.

## Låtlista
| Nr  | Titel                                                                                 | Låtskrivare                                                           | Producent(er)                         | Längd |
| --- | ------------------------------------------------------------------------------------- | --------------------------------------------------------------------- | ------------------------------------- | ----- |
| 01. | So What                                                                               | P!nk, Max Martin, Shellback                                           | Max Martin                            | 3:35  |
| 02. | Sober                                                                                 | P!nk, Tony Kanal                                                      | Danja, Tony Kanal, Jimmy Harry        | 4:11  |
| 03. | I Don't Believe You                                                                   | P!nk, Max Martin                                                      | Max Martin                            | 4:35  |
| 04. | One Foot Wrong                                                                        | P!nk, Eg White                                                        | Eg White                              | 3:23  |
| 05. | Please Don't Leave Me                                                                 | P!nk, Max Martin                                                      | Max Martin                            | 3:51  |
| 06. | Bad Influence                                                                         | P!nk, Butch Walker, Billy Mann, Robin Mortensen Lynch, Niklas Olovson | Butch Walker, Billy Mann, MachoPsycho | 3:35  |
| 07. | Funhouse                                                                              | P!nk, Tony Kanal                                                      | Tony Kanal, Jimmy Harry               | 3:25  |
| 08. | Crystal Ball                                                                          | P!nk, Billy Mann                                                      | Billy Mann                            | 3:26  |
| 09. | Mean                                                                                  |                                                                       | Butch Walker                          | 4:17  |
| 10. | It's All Your Fault                                                                   |                                                                       | Max Martin                            | 7:43  |
| 11. | Ave Mary A                                                                            |                                                                       | Billy Mann, Al Clay                   | 3:14  |
| 12. | Glitter In The Air                                                                    |                                                                       | Billy Mann                            | 3:47  |
| 13. | This Is How It Goes Down med Travis McCoy (gömd låt endast på Funhouse: Tour Edition) |                                                                       | Billy Mann                            | 3:19  |
| 14. | Push You Away (bonuslåt endast på Funhouse: Tour Edition)                             |                                                                       |                                       | 3:02  |

## Singlar
- So What
- Sober
- Please Don't Leave Me
- Bad Influence
- Funhouse
- I Don't Believe You
- Ave Mary A
- Glitter In The Air

## Överblivna låtar
Låtar bekräftade i en press release:
- "Boring"
- "This Is How It Goes"
- "What Do You Want From Me?"

Låtar bekräftade av BMI (Broadcast Music, Inc.):
- "Is That the Best You've Got" (P!nk, Eg White)
- "So Clever" (P!nk, Eg White)
- "So I" (P!nk, Eg White)
- "Why Did I Ever Like You" (P!nk, Greg Wells)

B-Sidor:
- "Could've Had Everything" (hittas på singeln "So What")

## Marknadsföring
För att stödja albumet och första singeln var Pink gäst-programledare för tv-programmet FNMTV två gånger där också hennes musikvideo för "So What" visades första gången som en världspremiär, den 22 augusti 2008. Hon har också uppträtt med "So What" på MTV Video Music Awards 2008, som ägde rum tidig morgon den 8 september 2008 i Hollywood, svensk tid.